# Usher
Usher Terry Raymond IV, més conegut pel nom artístic d'Usher, (Dallas, 14 d'octubre de 1978) és un cantant, compositor, ballarí, actor i model estatunidenc. Amb una completa carrera a les espatlles que inclou nombrosos discos, la crítica i el públic han confirmat Usher com un dels reis del rap i el hip-hop internacional. Diversos premis i actuacions en prestigioses gales no fan més que reafirmar any rere any el seu lloc cada vegada més destacat en la indústria de la música.

## Música
La seva relació amb la música ve de molt lluny. Sent només un nen, ja demostrava el poder de la seva veu en el cor d'una església de la seva localitat. Quan tenia 13 anys, es va traslladar a viure a Atlanta amb la seva mare. En aquella època, les cançons ja eren més que una afició per a ell i, malgrat la seva joventut, va començar a prendre contacte amb certes empreses discogràfiques. Finalment, va signar amb el mític L. A. Reid i va llançar al mercat el seu primer àlbum, Usher, produït per Puff Daddy. Era l'any 1994 i això va significar el tret de sortida de la seva carrera musical.
My Way és el títol del seu següent disc, que va veure la llum el 1997. Va comptar amb la col·laboració de Babyface en la producció i va aconseguir vendre més de set milions de còpies. Algunes de les seves cançons van ser veritables número u del mercat internacional. Temes com You make me wanna i Nice & slow es van sentir a les emissores de tot el món i convertir aquesta feina en un dels més importants del cantant.
Els concerts se succeeixen i dos anys després de My Way el fenomen musical d'Usher ja és prou important perquè la seva discogràfica es plantegi editar un recull de les cançons que formen part de la gira internacional que l'ha portat a trepitjar alguns dels millors escenaris mundials. Així, es llança Usher live, un disc que serveix d'aperitiu perquè els seus fans esperen el seu pròxim treball.
El 7 d'agost del 2001 apareix 8701, la gravació que consolida el cantant com un dels reis del rap i el hip hop nord-americà. Amb ell, Usher ven més de vuit milions de còpies, acumula discos de platí i se situa al capdavant de les principals llistes musicals internacionals. Diferents premis (Grammy, Soul Train…) avalen la qualitat d'aquest treball, al qual segueix posteriorment l'aparició del conegut senzill U remind me. El cantant continua treballant i grava Confessions l'any 2004. És l'últim disc fins al moment de la seva carrera i conté un primer single, Yeah!, en la gravació col·laboren Ludacris i Lil Jon.
Confessions trenca amb totes les previsions del mercat musical internacional. La primera setmana del seu llançament ven més d'un milió de discos i amb això Usher aconsegueix posar tres singles entre els deu més escoltats del Billboard, a més de mantenir-se en el Hot 200 després de 21 setmanes. A aquestes xifres tan rodones, s'hi sumen nominacions a diferents premis de la indústria nord-americana, com els MTV o els prestigiosos Soul Train.
Els discs d'Usher són veritables èxits, amb els quals ha aconseguit fins i tot un Grammy a la Millor Interpretació Masculina de R & B, però la vida professional del cantant no pot limitar-se a això. Ha intervingut en gales com la dels premis MTV 2004 i ha col·laborat amb Alicia Keys en la gravació d'alguns temes: My Boo o If I ain't got you.
A més, Usher és un veritable artista que ha demostrat en nombroses ocasions les seves capacitats com a ballarí i actor. Ha intervingut en sèries de televisió com El somni americà i La bella i la bèstia i en diverses pel·lícules, entre les quals destaquen The Faculty o Ella ho és tot. La seva última oportunitat cinematogràfica li ha arribat de la mà de Ray, el film que pretén reflectir la vida de Ray Charles i en què interpreta un interessant paper.

## Discografia
- Usher (1994)
- My Way (1997)
- 8701 (2001)
- Confessions (2004)
- Here I Stand (2008)
- Raymond v Raymond (2010)
- Versus (EP) (2010)

## Filmografia
- The Faculty (1998)
- Algú com tu (She's All That) (1999)
- Light It Up (1999)
- Texas Rangers (2001)
- In the Mix (2005)
- The Ballad of Walter Holmes (2006)
- Killers (2010)
- Hustlers (2019)